# Pecsuk Ottó
Pecsuk Ottó (1974 –) magyar teológus, református lelkész, egyetemi docens.

## Életpályája
1998-ban GTU – University of California, Berkeley keretében folytatott MA tanulmányokat. 
MA-fokozatát 2001-ben szerezte meg református teológusként. 2004 és 2005 folyamán doktori kutatóévét  Edinburgh-ben töltötte (New College, University of Edinburgh). Doktori tanulmányai befejeztével 2007-ben védte meg disszertációját újszövetségi teológiából. Disszertációjának címe: Pál és a rómaiak. A Római levél kortörténeti olvasata.
Beosztott lelkészként dolgozott a budapesti református skót missziónál, majd 2004-től a Magyar Bibliatársulat főtitkára volt. Később a Károli Gáspár Református Egyetem Hittudományi Karának Bibliai teológiai és Vallástörténeti Tanszékén lett adjunktus, majd docens.
2012 folyamán Erasmus vendégtanítás keretében az Amszterdami Szabad Egyetemen oktatott.
Mint tudományos kutató, projekt-koordinátorként vett részt az új fordítású protestáns Biblia (RÚF 2014) revíziójának munkálataiban. 2013-tól az LXX fordítási projektben vesz részt (KRE HTK).

## Kutatási és oktatási szakterületei
- Újszövetségi teológia
- Pál apostol (hit általi megigazulás)
- Újszövetségi görög nyelv
- Bibliafordítás
- Ókori vallástörténet

## Főbb művei
- Bibliaismereti kézikönyv. Szerk. Pecsuk Ottó. Magyarországi Református Egyház Kálvin János Kiadója, Bp., 2004.
- Felebarát vagy embertárs. Bibliafordítások és használatuk a mai Magyarországon; szerk. Fabiny Tibor,Pecsuk Ottó, Zsengellér József; Hermeneutikai Kutatóközpont Alapítvány–Luther–Kálvin, Bp., 2014
- Pecsuk Ottó: De közöttetek ne így legyen (Összhang, 2018. március)[2]
- Pecsuk Ottó: Pontos. Természetes. Érthető. A bibliafordítás elmélete, gyakorlata és távlatai. Kálvin Kiadó, Bp., 2020.

## Tagsága tudományos társaságokban
- Society of Biblical Literature
- Magyar Ókortudományi Társaság
- Magyarországi Református Egyház Doktorok Kollégiuma (az Újszövetségi Szekció titkára, majd elnöke).

## Nyelvtudása
- Angol	- felsőfok
- Spanyol - felsőfok
- Latin és ógörög - felsőfok (olvasás-fordítás)
- Német	- alapfok